# 云南黄叶树
云南黄叶树（学名：Xanthophyllum yunnanense）为远志科黄叶树属下的一个种。其种加词“yunnanense”意为“云南的”。